# Пиксяси
Пиксяси (эрз. Пиксясь) — село, центр сельской администрации в Ардатовском районе.

## География
Расположено на речке Леплейке, в 22 км от районного центра и 11 км от железнодорожной станции Ардатов.

## Название
Название-антропоним: от дохристианского мордовского имени Пиксесь (Пиксай).

## История
В переписи мордвы Алатырского уезда (1671) упоминается как «Ардатова, что под Сарпомрою, а Пиксасева тож, Верхосурского стана». В «Списке населённых мест Симбирской губернии» (1863) Пиксяси — село казённое из 105 дворов (948 чел.) Ардатовского уезда. В 1930-х годах создан колхоз, с 1997 года — СХПК «Пиксясинский». В современном селе — основная школа с музеем, библиотека, клуб, медпункт, отделение связи, магазин. Возле села курганы и поселение срубной культуры бронзового века (исследовал П. Д. Степанов в 1952 году).

## Население
| 2002 | 2010 | 2012 | 2013 | 2014 | 2015 | 2016 |
| ---- | ---- | ---- | ---- | ---- | ---- | ---- |
| 427  | ↘397 | ↘374 | ↘366 | ↘341 | ↘323 | ↘308 |
| 2017 | 2018 | 2019 | 2020 |      |      |      |
| ↘300 | ↘295 | ↘280 | ↘270 |      |      |      |

## Источник
- Энциклопедия Мордовия, А. П. Кочеваткина.